# Château de la Motte-Farchat
 (novembre 2023).
- Si vous ne connaissez pas le sujet, laissez ce bandeau (vous pouvez alors contacter les auteurs).
- Si vous supprimez le contenu mis en cause (vous pouvez préalablement contacter les auteurs),

argumentez précisément cette suppression dans la page de discussion
(un manque de référence n'est pas un argument ; une recherche réelle de référence doit avoir été effectuée, être formellement documentée).
Le château de la Motte-Farchat est un édifice situé à Fleury-sur-Loire, en France.

## Localisation
Le château est situé sur le territoire  de la commune de Fleury-sur-Loire, située dans le département de la Nièvre en région Bourgogne-Franche-Comté.

## Description
Le château de la Motte-Farchat est construit sur l'emplacement d'une ancienne motte féodale qui dominait la rive gauche de la Loire, Du premier château il ne reste, à l’ouest , qu’une tour ronde flanquée d’une tourelle carrée. Le château actuel est bâti en 1525, par Guillaume de Villaines. Il st bâti dans le style du château d'Amboise, un château de plan rectangulaire, une toiture en ardoises, avec son étage sur un rez-de-chaussée surélevé et coiffé d’un étage de combles. Au XIXe siècle, la façade nord est flanquée de deux tours, une ronde et une carrée, elles sont situées sur les angles de la demeure. Deux tourelles d’escaliers sont accolées aux pignons. La porte centrale du corps de logis est surmontée d’un écusson aux armes des Villaines et d’une niche ornée d’une coquille. L'étage des combles est éclairé par trois fenêtres, surmontées de frontons sculptés et de pinacles[source insuffisante].

## Historique
Le château fait l'objet d'une inscription partielle au titre des monuments historiques par arrêté du 27 mars 1964.